# Serious Sam
Serious Sam és un videojoc croata disponible per a PC i per a la consola Xbox de Microsoft. Desenvolupat per la companyia Croteam i distribuït per Take 2 Interactive, ha estat qualificat per a majors de setze anys.
En la seva primera aventura, Serious Sam: The First Encounter el jugador encarna el personatge Sam "el seriós", brau guerreral que li és encomanat la missió de salvar el planeta Terra retrocedint enrere en el temps per canviar-ne el passat i salvar així la humanitat. Tot el joc transcorre a l'antiga civilització egípcia.
En un període en què els FPS es tornaven cada cop més sofisticats i menys lineals, gràcies principalment a Half-Life, on el jugador es topava constantment amb seqüències cinematogràfiques, apareix aquest joc que és una tornada a les arrels del gènere. Més a prop de Doom que dels seus contemporanis, l'accent està novament posat en destruir milers (literalment) d'enemics per nivell, deixant de banda totes les ornamentacions que el gènere fou adquirint durant els últimsanys. Les armes extremadament potents, un sentit de l'humor absurd i molt especial, molts secrets per nivell i, principalment, la possibilitat de jugar en mode multijugador cooperatiu, ja sigui en pantalla dividida, en xarxa, o a través d'Internet, convertint aquest joc en un clàssic instantani.
S'ha de ressaltar el mode multijugador cooperatiu d'aquest joc, car pot participar una gran quantitat de participants alhora (la quantitat està limitada pel servidor), arribant a la possibilitat de més de setze jugadors simultanis. Al PC no era comú trobar-se amb un joc FPS que permitís el jugador jugar a mode pantalla dividida, com sí que és habitual a les consoles.
Degut a l'èxit, l'any següent (2002) Croteam llençà Serious Sam: The Second Encounter, que continua les aventures del nostre heroi, de nou atrapat en el passat, però en aquesta oportunitat tractant d'acabar amb els seus enemics en tres períodes històrics diferents (l'única crítica raonable que va rebre el primer joc és que tots els seus nivells es semblaven força per transcórrer a Egipte).
El 2005 fou llençat al mercat una vertadera continuació del joc original, simplement titulat Serious Sam 2. Per a la creació del joc, es desenvolupà un nou motor gràfic denominat "Serious Engine", que aprofita la potència de les noves plaques gràfiques. Aquest videojoc no va tenir la mateixa acollida per part de la premsa especialitzada com si havia tingut el seu antecessor, tot i que la majoria dels adeptes a la primera part de la saga s'ha expressat a favor d'aquesta nova entrega.